# Maracaibo Rugby Football Club
Maracaibo Rugby Football Club, apodado los Oil Blacks, es un club de rugby venezolano. Tiene su sede en Maracaibo. Fue fundado el 1 de agosto de 1998. Maracaibo Rugby Football Club ganó en 2009 el Campeonato Venezolano de Clubes de Rugby.

## Historia
Tras de varios intentos de organizar la práctica del rugby en el Zulia, nació en 1998 Maracaibo Rugby Football Club. El profesor Serge Carraro, nativo de Burdeos, fue impulsor inicial de la práctica del rugby en los predios del Colegio Bellas Artes de Maracaibo, donde funciona la Alianza Francesa. 
Después de dos años de juego informal, se decidió contactar a otros clubes a nivel nacional y salir al ruedo. En julio de 2001, y bajo el nombre de “Club de Rugby Alianza Francesa de Maracaibo”, el equipo viajó al Sevens de Santa Teresa, su primera participación en una competencia de Rugby 7. Al regreso de dicho torneo, el nombre del equipo fue cambiado a Maracaibo Rugby Football Club, por ser más representativo de la ciudad. 
A finales de noviembre de 2001, Maracaibo Rugby Football Club jugó su primer partido en la modalidad de 15 al recibir y derrotar al club de rugby de la UNET. En febrero de 2002 compitió por primera vez en la Copa Walter Bishop, durante la feria del Sol en Mérida, y llegó hasta los cuartos de final de esa copa. 

### Los "Oil Blacks"
En octubre de 2001 se unió al club Ricardo Brahim, oriundo de Trinidad y Tobago quien fue exjugador del equipo Caribs RFC. Brahim, conocido por todos como "Guns", aportó conocimientos y tradiciones anglosajonas del juego que animaron a muchos expatriados británicos trabajadores de la industria petrolera a apoyar y formar parte del equipo. Es así como el equipo fue recibiendo el apodo de "Oil Blacks", un juego de palabras que asocia el seudónimo de la selección de rugby de Nueva Zelanda (los All Blacks) con la actividad petrolera de Maracaibo.
A partir de este momento se vino en el club una etapa de evolución y crecimiento en donde se fueron sumando las experiencias de compartir con jugadores extranjeros, locales, y un grupo de jugadores de la categoría juvenil que serían la base fundamental del equipo que conseguiría el titlo del 2009.  En 2004 Maracaibo se hico de los servicios del entrenador inglés Steve Joslin, quien luego de haber sido campeón del rugby trinitario con Caribs RFC, se mantuvo trabajando con los Oil Blacks por espacio de una temporada, en donde definió el estilo y filosofía no sólo de Maracaibo como equipo, sino del rugby marabino. El juego de roce, contacto, de predominio de los delanteros ha sido la marca historia de este club.  Así llegaron los años 2008, 2009 y 2011 en donde Maracaibo logró conseguir importantes triunfos a nivel nacional siendo su principal, el Campeonato Nacional de Clubes obtenido el 8 de agosto de 2009 al derrotar al CR Caballeros de Mérida en un encuentro escenificado en el Estadio Luis Aparicio de Maracaibo y que terminó con score de 15-8. A este triunfo le acompañan los subcampeonatos obtenidos en 2008 y 2011.

## Uniforme
- Uniforme titular: Camiseta blanca con rayas horizontales azules y pantalón azul.
- Uniforme alternativo: Camiseta azul con pantalón azul.

## Palmarés
- Campeón Occidental de Clubes Categoría Juvenil: 2002.
- Campeón Occidental de Clubes Categoría Juvenil: 2003
- Ganador de Copa de Plata del Santa Teresa Sevens: 2003.
- Sub-campeón Copa Feria de la Chinita en Categorías Juvenil y Mayores: 2004.
- Campeón del Santa Teresa Sevens Categoría Juvenil: 2004
- Sub-campeón Copa Feria de la Chinita Categoría Juvenil: 2005.
- Campeón Copa Feria de la Chinita: 2005.
- Sub-campeón Circuito Nacional de Sevens: 2006.
- Sub-campeón Nacional de Clubes: 2008.
- Campeón Nacional de Clubes: 2009.
- Sub-campeón Nacional de Clubes: 2011.